# Bombardeios estratégicos durante a Segunda Guerra Mundial

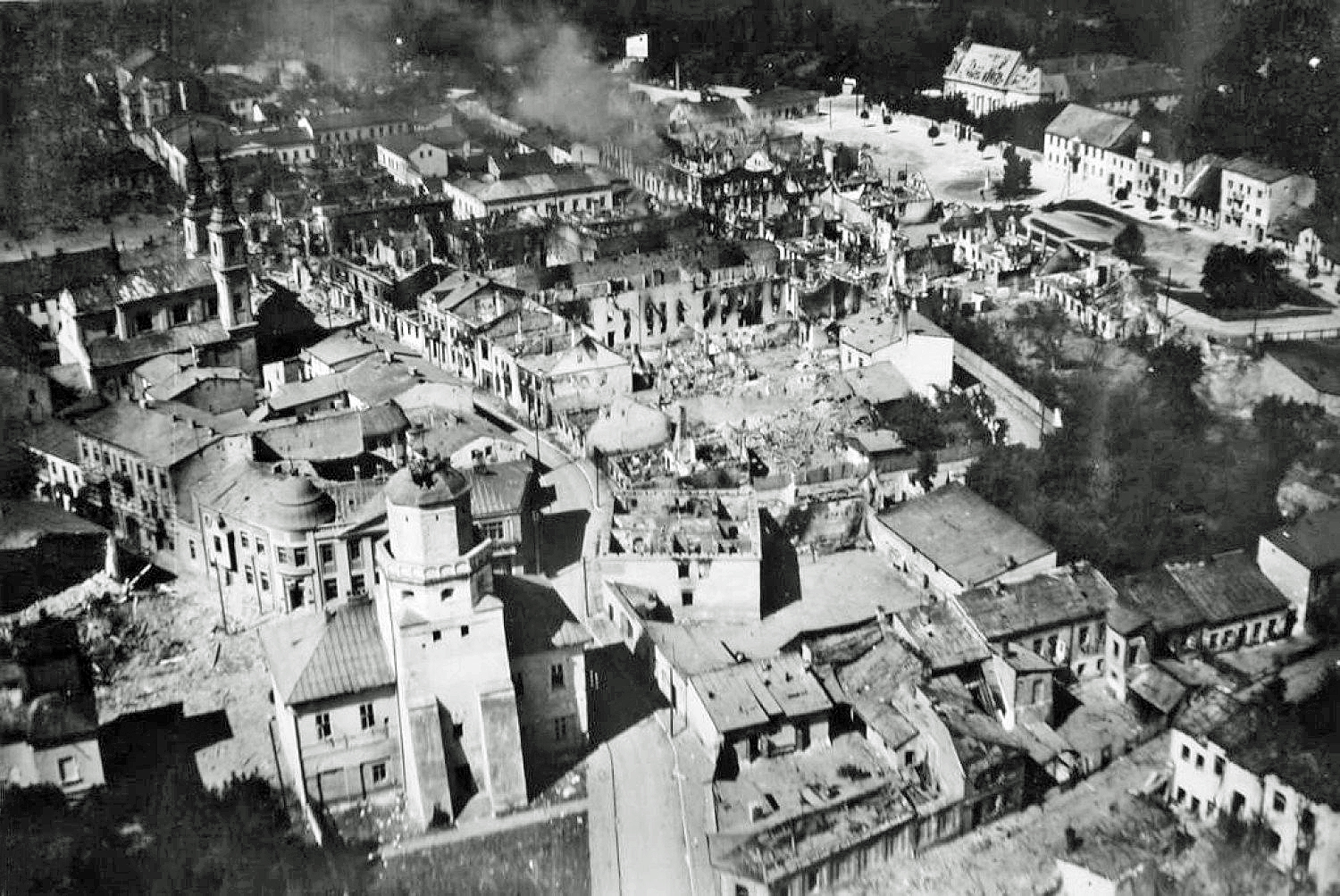
Wieluń, a primeira cidade polaca destruída pelos bombardeamentos da Luftwaffe, a 1 de Setembro de 1939. Foram destruídos cerca de 75% de todos os edifícios, incluindo um hospital e uma igreja claramente marcados.

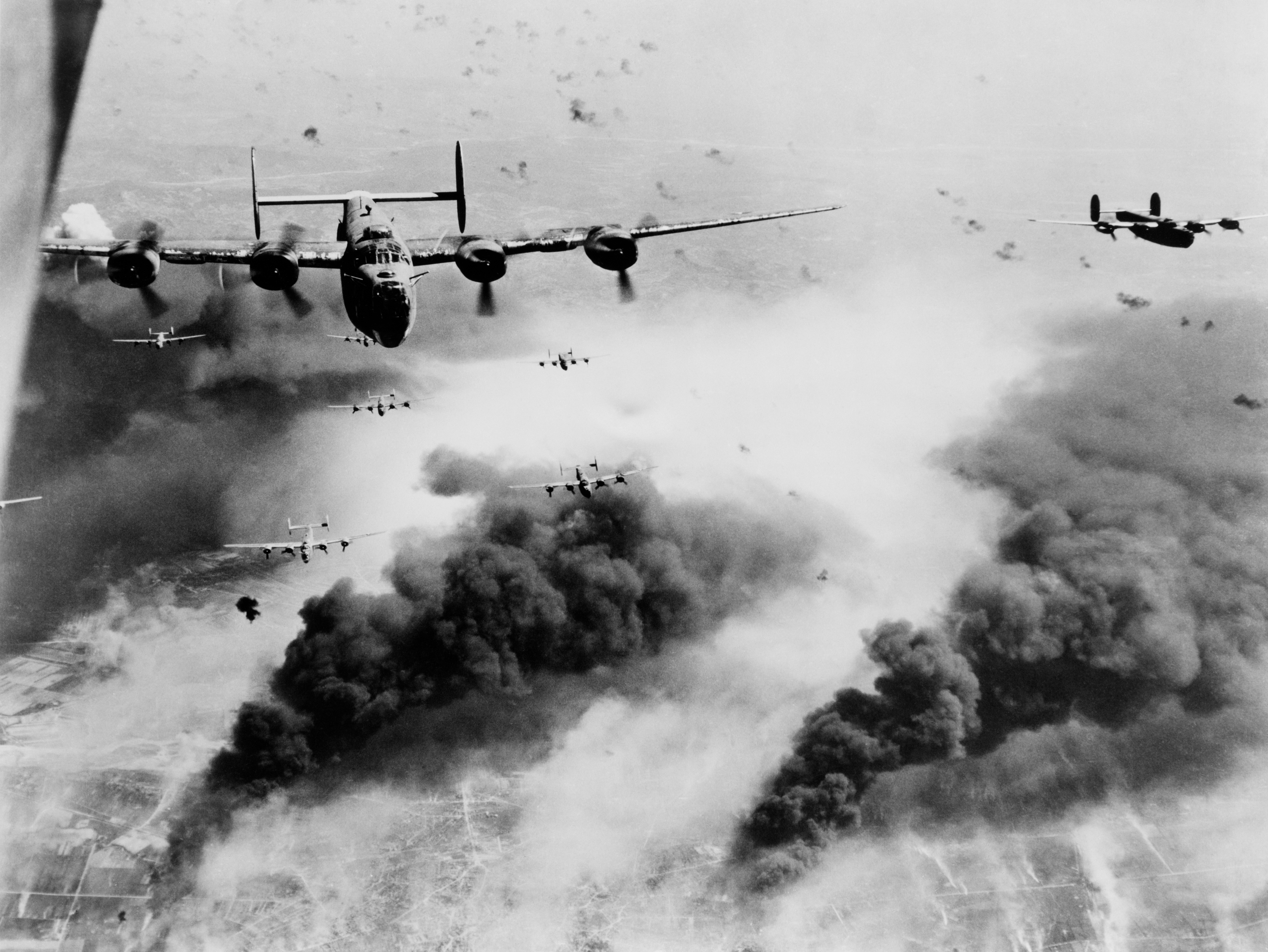
Grupamento de B-24 Liberators americanos bombardeando a Romênia, em 1943.

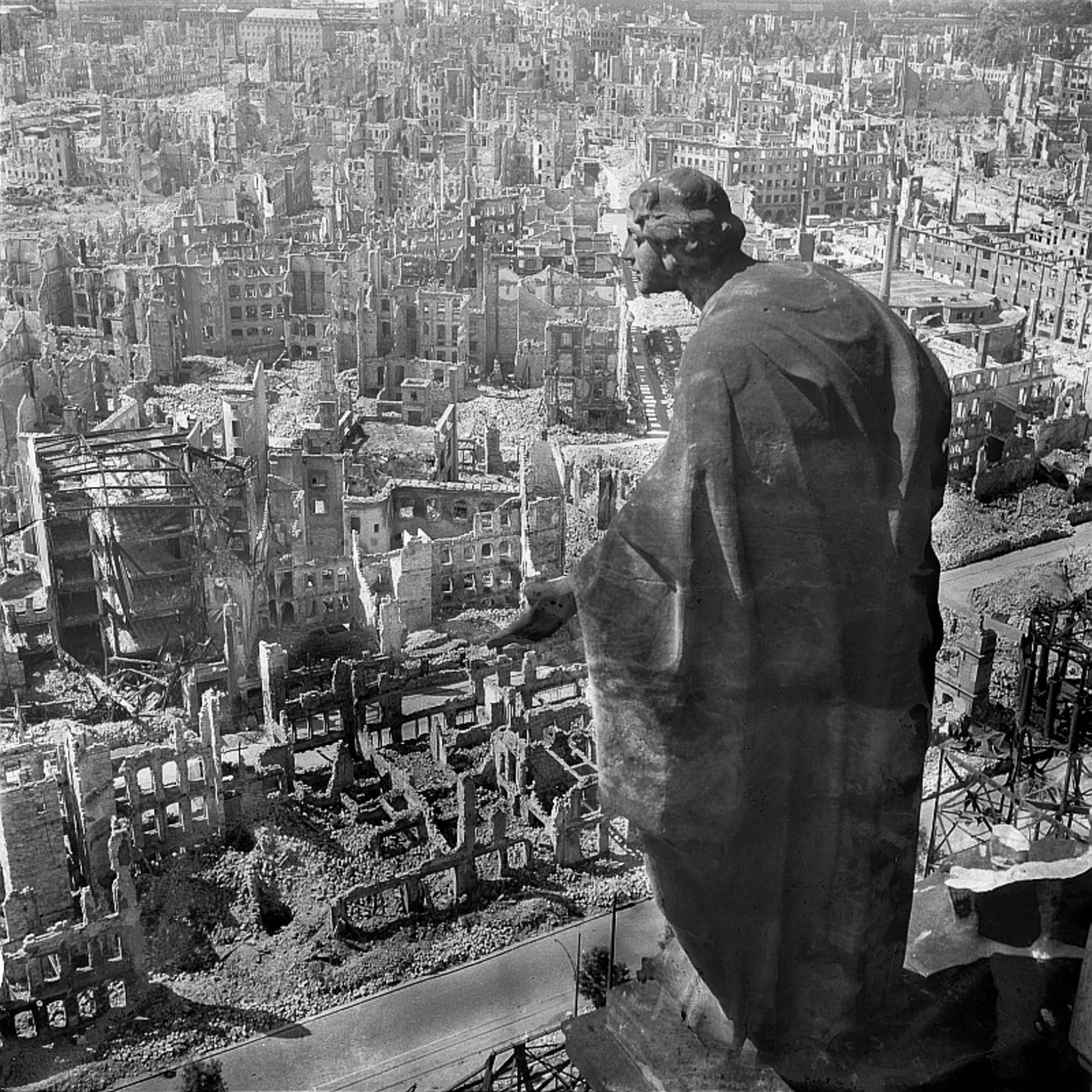
Dresden depois de ter sido bombardeada pelos Aliados em 1945.

O bombardeio estratégico durante a Segunda Guerra Mundial inclui qualquer governo que realizou campanhas aéreas independentes com uma intenção claramente estratégica. Isto inclui o bombardeio constante de ferrovias, portos, alojamento de trabalhadores e distritos industriais em território inimigo. A estratégia é a teoria do poder aéreo de que grandes vitórias podem ser melhor alcançadas atacando a infraestrutura industrial e política do inimigo, ao invés de alvos puramente militares. O bombardeio estratégico é distinto do apoio aéreo próximo de forças terrestres e do "poder aéreo tático" (que é a batalha pelo controle do espaço aéreo).
Em 1 de setembro de 1939 a Alemanha nazista invadiu a Polônia e a Luftwaffe (força aérea alemã) começou a fornecer apoio aéreo para o exército alemão. A Luftwaffe também começou a eliminar os alvos estratégicos e o bombardeio de cidades e da população civil na Polônia era indiscriminado. Em 3 de setembro a França e o Reino Unido declararam guerra à Alemanha e na mesma noite da Força Aérea Real do Reino Unido (RAF) começou a atacar navios de guerra alemães ao longo da costa alemã com o Mar do Norte.
Enquanto a guerra continuava a se expandir o bombardeio tanto pelo Eixo e quanto pelo Aliados aumentou significativamente. As instalações militares e industriais eram alvejadas, assim como as populações civis que estavam nos principais centros de guerra. Os ataques aéreos contra cidades e civis era visto como uma forma de interromper o centro de controle do inimigo, danificando redes ferroviárias, interrompendo indústrias de guerra e também como uma arma psicológica para quebrar a vontade do inimigo de lutar. 
A RAF promoveu seu primeiro bombardeio estratégico na Alemanha em 15 de maio de 1940 (após o Ataque de Roterdã). Em setembro de 1940 a Luftwaffe começou a campanha de bombardeios estratégicos contra cidades britânicas que ficou conhecida como Blitz. 
De 1942 em diante a intensidade da campanha de bombardeio britânico contra a Alemanha tornou-se menos restritiva, visando cada vez mais complexos industriais e áreas civis. Em 1943 os Estados Unidos haviam reforçado significativamente esses esforços. Os controversos bombardeios incendiários contra Hamburgo (1943), Dresden (1945) e outras cidades alemãs seguiu-se. O efeito do bombardeio estratégico variava dependendo da duração e da intensidade. Tanto a Luftwaffe quanto a RAF não conseguiram entregar um golpe suficientemente forte para destruir o moral do inimigo. No entanto, o bombardeio estratégico de alvos militares poderia reduzir significativamente a capacidade industrial e de produção do inimigo.
Na Guerra do Pacífico os japoneses bombardearam Chongqing, na China, repetidamente até 1943. O bombardeio estratégico dos Estados Unidos contra o Império do Japão começou em outubro de 1944. No início eram ataques de pequena escala provenientes de bases norte-americanas na China. Posteriormente missões a partir das Ilhas Marianas tornaram os bombardeios generalizados, que culminou com os bombardeios atômicos de Hiroshima e Nagasaki em 6 e 9 de agosto de 1945, respectivamente, e na rendição japonesa em 15 de agosto.